# Otto Nauer

Otto Nauer (1971)

Otto Nauer (* 23. Oktober 1914 in Zürich; † 11. Juli 2012 in Wetzikon, heimatberechtigt in Dottikon) war ein Schweizer Politiker (SP).

## Biografie

### Familie und Beruf
Der gebürtige Zürcher Otto Nauer, Sohn des Metallarbeiters Albert Nauer sowie der Sophie geborene Hofer, Absolvent einer kaufmännischen Lehre in einer Damenkleiderfabrik, war von 1939 bis 1946 als Buchhalter sowie Personalchef in einer Textilfirma in Mendrisio eingesetzt. 1946 nach Zürich zurückgekehrt, übernahm Nauer 1948 das Präsidium der in Schwierigkeiten befindlichen, in den Kriegsjahren gegründeten Arbeiter-Siedlungs-Genossenschaft (Asig) und leitete diese erfolgreich vier Jahrzehnte lang. Für sein Wirken wurde er später mit der Ehrenpräsidentschaft ausgezeichnet. Zusätzlich fungierte Nauer von 1964 bis 1979 als Geschäftsführer der Allgemeinen Baugenossenschaft Zürich (ABZ). Später übte Nauer das Amt des Präsidenten des Schweizerischen Verbandes für Wohnungswesen aus.
Otto Nauer heiratete 1939 Anna, die Tochter des Postbeamten Christian Caprez. 1998 veröffentlichte er einen Bericht über die Alzheimerkrankheit seiner Frau. Otto Nauer verstarb 2012 wenige Monate vor Vollendung seines 98. Lebensjahres in Wetzikon.

### Politische Laufbahn
Der der Sozialdemokratischen Partei der Schweiz (SP) beigetretene Otto Nauer amtete zunächst von 1958 bis 1964 als Gemeinderat in Zürich. 1964 erfolgte seine Wahl in den Zürcher Kantonsrat, in dem er bis 1973 vertreten war. Von 1971 bis 1987 war er Mitglied des Nationalrats; er engagierte sich insbesondere für die Wohnbaugenossenschaften.